# 1956 en Colombie-Britannique
Chronologie de la Colombie-Britannique
- 1952
- 1953
- 1954
- 1955
- 1956
- 1957
- 1958
- 1959
- 1960

Cette page concerne des événements qui se sont produits durant l'année 1956 dans la province canadienne de Colombie-Britannique.

## Politique
- Premier ministre : W.A.C. Bennett .
- Chef de l'Opposition : Arnold Webster (en) puis  Robert Strachan
- Lieutenant-gouverneur : Frank Mackenzie Ross
- Législature :

## Événements
- Mise en service de l' Agassiz-Rosedale Bridge, pont routier cantilever en acier qui franchit la Fraser river entre Agassiz et Chilliwack[1].

- Le Parti ouvrier progressiste issu en 1945 de la section britanno-colombienne du Parti communiste du Canada, créée en 1921, devient le Parti communiste de la Colombie-Britannique.

## Naissances
- 29 septembre à Victoria : Cheryl Noble, curleuse canadienne .

- 25 octobre à Cranbrook : Donald Walter Murdoch, dit Don,  joueur professionnel canadien de hockey sur glace qui évoluait au poste d'ailier droit. Don est le frère du joueur de hockey de la LNH, Bob Murdoch.

## Décès
- 30 mars : Thomas Dufferin Pattullo, premier ministre de la Colombie-Britannique.